# Naples Challenger 2006
Il Naples Challenger 2006 è stato un torneo di tennis facente parte della categoria ATP Challenger Series nell'ambito dell'ATP Challenger Series 2006. Il torneo si è giocato a Naples negli Stati Uniti dal 20 al 26 novembre 2006 su campi in terra rossa.

## Vincitori

### Singolare
Carlos Berlocq ha battuto in finale  Pablo Cuevas con il punteggio di 6–3, 7–5

### Doppio
Pablo Cuevas /  Horacio Zeballos hanno battuto in finale  Goran Dragicevic /  Mirko Pehar 7–6(5), 6–3